# Pringy (Marne)
Pringy és un municipi francès, situat al departament del Marne i a la regió del Gran Est. L'any 2007 tenia 450 habitants.

## Demografia

### Població
El 2007 la població de fet de Pringy era de 450 persones. Hi havia 187 famílies, de les quals 45 eren unipersonals (12 homes vivint sols i 33 dones vivint soles), 53 parelles sense fills, 77 parelles amb fills i 12 famílies monoparentals amb fills.
La població ha evolucionat segons el següent gràfic:
Habitants censats

### Habitatges
El 2007 hi havia 200 habitatges, 185 eren l'habitatge principal de la família, 3 eren segones residències i 12 estaven desocupats. 197 eren cases i 1 era un apartament. Dels 185 habitatges principals, 153 estaven ocupats pels seus propietaris, 28 estaven llogats i ocupats pels llogaters i 5 estaven cedits a títol gratuït; 1 tenia una cambra, 4 en tenien dues, 20 en tenien tres, 78 en tenien quatre i 81 en tenien cinc o més. 163 habitatges disposaven pel capbaix d'una plaça de pàrquing. A 64 habitatges hi havia un automòbil i a 98 n'hi havia dos o més.

### Piràmide de població
La piràmide de població per edats i sexe el 2009 era:
| Homes | Edats   | Dones |
| ----- | ------- | ----- |
| 0     | 95 o +  | 0     |
| 0     | 90 a 94 | 0     |
| 0     | 85 a 89 | 8     |
| 4     | 80 a 84 | 8     |
| 8     | 75 a 79 | 8     |
| 4     | 70 a 74 | 12    |
| 16    | 65 a 69 | 12    |
| 12    | 60 a 64 | 12    |
| 16    | 55 a 59 | 8     |
| 8     | 50 a 54 | 12    |
| 20    | 45 a 49 | 16    |
| 24    | 40 a 44 | 8     |
| 8     | 35 a 39 | 28    |
| 16    | 30 a 34 | 12    |
| 4     | 25 a 29 | 8     |
| 8     | 20 a 24 | 0     |
| 16    | 15 a 19 | 20    |
| 28    | 10 a 14 | 16    |
| 20    | 5 a 9   | 4     |
| 12    | 0 a 4   | 8     |

## Economia
El 2007 la població en edat de treballar era de 288 persones, 211 eren actives i 77 eren inactives. De les 211 persones actives 196 estaven ocupades (116 homes i 80 dones) i 14 estaven aturades (8 homes i 6 dones). De les 77 persones inactives 33 estaven jubilades, 23 estaven estudiant i 21 estaven classificades com a «altres inactius».

### Ingressos
El 2009 a Pringy hi havia 178 unitats fiscals que integraven 453 persones, la mediana anual d'ingressos fiscals per persona era de 20.375 €.

### Activitats econòmiques
Dels 14 establiments que hi havia el 2007, 3 eren d'empreses alimentàries, 2 d'empreses de construcció, 3 d'empreses de comerç i reparació d'automòbils, 1 d'una empresa de transport, 1 d'una empresa financera, 2 d'empreses de serveis i 2 d'empreses classificades com a «altres activitats de serveis».
Dels 4 establiments de servei als particulars que hi havia el 2009, 1 era un taller de reparació d'automòbils i de material agrícola, 1 guixaire pintor i 2 fusteries.
L'any 2000 a Pringy hi havia 18 explotacions agrícoles que ocupaven un total de 1.794 hectàrees.

## Equipaments sanitaris i escolars
El 2009 hi havia una escola elemental integrada dins d'un grup escolar amb les comunes properes formant una escola dispersa.

## Poblacions més properes
El següent diagrama mostra les poblacions més properes.